# Tvåfärgad stövslända
Tvåfärgad stövslända (Hyalopsocus morio) är en insektsart som först beskrevs av Pierre André Latreille 1794.  Tvåfärgad stövslända ingår i släktet Hyalopsocus, och familjen storstövsländor. Arten är reproducerande i Sverige.